# Caribou County
Caribou County är ett administrativt område i delstaten Idaho, USA, med 6 963 invånare (2010). Den administrativa huvudorten (county seat) är Soda Springs. 

## Geografi
Enligt United States Census Bureau så har countyt en total area på 4 658 km². 4 574 km² av den arean är land och 84 km² är vatten.

### Angränsande countyn
- Bonneville County - nord
- Lincoln County, Wyoming - öst
- Bear Lake County - syd
- Franklin County - syd
- Bannock County - väst
- Bingham County - nordväst